# Konrad von Vietinghoff
Konrad von Vietinghoff, talvolta Vietinghof o Vitinghove (XIV secolo – 14 febbraio 1413), fu Gran Maestro dell'Ordine di Livonia, in carica dal 1401 fino alla sua morte.

## Biografia
La famiglia di von Vietinghoff era tra le più influenti della Vestfalia: a dimostrazione di ciò, basti pensare che molti suoi membri entrarono a far parte sia dell'Ordine teutonico che dell'Ordine livoniano:  tra tutti, è sicuramente figura di spicco Arnold von Vietinghoff (antenato diretto di Konrad), il quale aveva ricoperto la carica di Gran maestro dell'Ordine di Livonia dal 1360 al 1364.
Nel 1387, fu comandante presso Aizkraukle; nel 1396, a Viljandi. Dopo la morte di Wennemar von Brüggenei nel 1401, fu eletto Landmeister dell'Ordine. Il 21 ottobre dello stesso anno, von Vietinghoff ricevette il placet dall'Hochmeister Konrad von Jungingen. Tuttavia, Vietinghoff perseguì una politica relativamente indipendente da quest'ultimo.
Nel 1402, condusse una battaglia contro i russi di Pskov presso il fiume Velikaja; durante lo scontro morirono 7.000 russi, molti dei quali annegarono nel corso d'acqua. Dopo la vittoria, Konrad von Vietinghof avrebbe voluto inseguire e stanare i nemici, ma il re polacco Ladislao II Jagellone e il Granduca di Lituania Vytautas costituivano una seria minaccia per la Prussia e fu costretto a tornare indietro in Livonia.
Nel 1409, firmò una pace separata con il Granduca di Lituania, motivo per cui l'anno successivo non prese parte alla battaglia di Grunwald, una delle più decisive nello scenario dell'Europa orientale del XV secolo che videro l'Ordine teutonico uscire pesantemente sconfitto.